# Aulonocara ethelwynnae
Aulonocara ethelwynnae è una specie di pesci della famiglia dei Ciclidi endemica del Lago Malawi.